# Claus-Ulrich Wiesner
Pour les articles homonymes, voir Wiesner.
Claus-Ulrich Wiesner, né le 1er janvier 1933 à Brandebourg-sur-la-Havel dans le Land de Brandebourg en Allemagne et mort le 24 octobre 2016, est un écrivain et scénariste allemand. Il signe aussi sous le pseudonyme de C.U. Wiesner.

## Œuvres
- (de) Handbuch für Untermieter, 1953
- (de) Frisör Kleinekorte, 1958
- (de) Jonas wird misstrauisch, 1967
- (de) Frisör Kleinekorte seift wieder ein, 1971
- (de) Die singende Lokomotive, 1974
- (de) Salon MW Kleinekorte, 197X
- (de) Das Möwennest, 1979
- (de) Frisör Kleinekorte in Venedig und anderswo, 1981
- (de) Mach′s gut, Schneewittchen, 1982
- (de) Spuk unterm Riesenrad, 1984
- (de) Leb wohl, Rapunzel!, 1985
- (de) Die Geister von Thorland, 1989
- (de) Das war′s, 1991

## Filmographie

### Théâtre
- 1963 : Einer geht baden, au Volkstheater Rostock
- 1969 : Kleinekortes große Zeiten, au Volkstheater Rostock
- 1969 : Verlieb dich nicht in eine Heilige, au Staatsoperette Dresden de Leuben

### Cinéma
- 1970 : Signal, une aventure dans l'espace (Signale - Ein Weltraumabenteuer), de Gottfried Kolditz

### Télévision

#### Série-télévisée
- 1973 : Stülpner-Legende
- 1976 : Das Mädchen Krümel
- 1977-1980 à la télévision : Polizeiruf 110
- 1979 : Spuk unterm Riesenrad
- 1981 : Robinsons Hütte
- 1981 : Schauspielereien
- 1982-1983 : Spuk im Hochhaus
- 1987 : Spuk von draußen
- 1998 : Spuk aus der Gruft

#### Téléfilm
- 1983 : Lieber guter Weihnachtsmann, de Jochen Thomas
- 1984 : Onkel Pelle, d'Andreas Schreiber
- 1986 : Der Elterntauschladen, de Carl-Hermann Risse
- 2000 : Spuk im Reich der Schatten, de Günter Meyer

### Acteur
- 1987 : Spuk von draußen (série télévisée, dans le rôle du narrateur)
- 1988 : Kai aus der Kiste (film, dans le rôle du coiffeur)